# Tokugawa Yoshinobu
Tokugawa Yoshinobu (徳川 慶喜, também conhecido como Hitotsubashi Keiki, 28 de outubro de 1837 — 22 de novembro de 1913) foi o décimo quinto e último xogum Tokugawa.
Fez parte do movimento que pretendia reformar o desgastado xogunato, mas acabou em última linha por não ter sucesso nas suas pretensões. Após renunciar ao cargo no final de 1867 retirou-se da vida pública, evitando aparições até ao final da sua vida.

## Xogum Yoshinobu (1866)

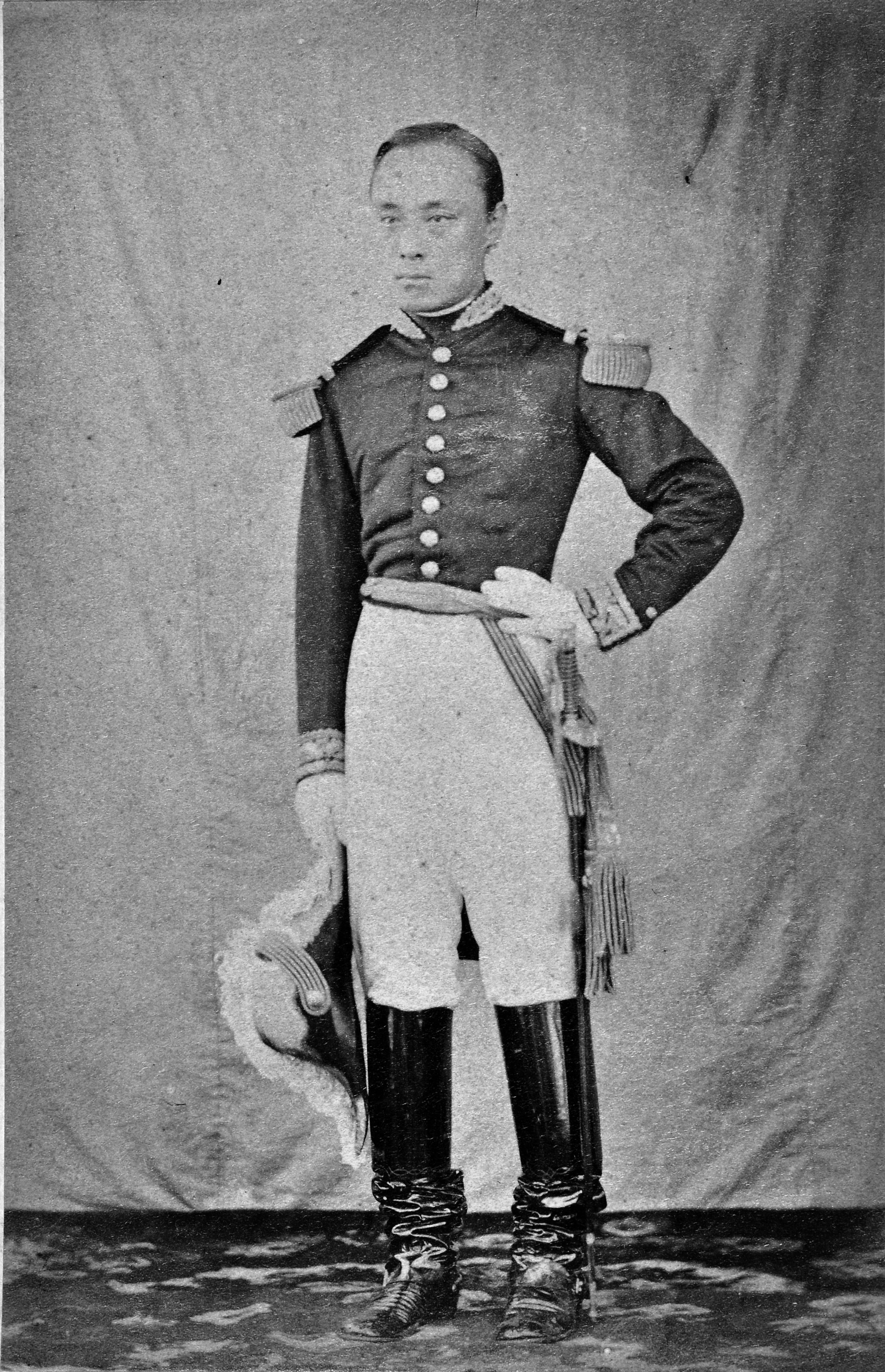
Foto tirada em 1867 de Tokugawa Yoshinobu usando um uniforme militar francês dado por Napoleão III

Após a morte do seu antecessor Tokugawa Iemochi em 1866, Yoshinobu foi escolhido para sucedê-lo, tornando-se o 15º Xogum Tokugawa. Foi o único xogum a passar o mandato inteiro fora de Edo (antigo nome da cidade de Tóquio); e na realidade nunca entrou no Castelo Edo (que simbolizava o poder do xogunato) nessa qualidade.
Imediatamente após assumir o cargo iniciou grandes mudanças. Uma maciça remodelação governamental foi operada em iniciar reformas que fortalecessem o poder do xogunato. Uma das principais alterações deu-se ao nível do reforço e modernização das forças armadas, com auxílio do Segundo Império Francês e com equipamento adquirido aos Estados Unidos.

## Vida após renúncia
A 9 de Novembro de 1867, Tokugawa Yoshinobu entregou a sua renúncia ao Imperador Meiji, formalizando-a dias depois e entregando os seus poderes ao monarca.
Já retirado, dedicou-se a actividades como pintura a óleo, caça, fotografia e ciclismo. Algumas das suas fotografias foram recentemente publicadas pelo seu bisneto Tokugawa Yoshitomo.
Em 1902, o Imperador Meiji permitiu-lhe e concedeu-lhe o título de kos (príncipe), como recompensa pelos seus leais serviços ao Japão.
Em 1908 foi agraciado com o Grande Colar da Ordem do Sol Nascente.
Tokugawa Yoshinobu faleceu às 04h10 de 22 de Novembro de 1913, tendo sido sepultado no cemitério de Yanaka, em Tóquio.